# Ensemble infini
En mathématiques, plus précisément en théorie des ensembles, un ensemble infini est un ensemble qui n'est pas fini, c'est-à-dire qu'il n'y a aucun moyen de « compter » les éléments de cet ensemble à l'aide d'un ensemble borné d'entiers. Un ensemble en bijection avec un ensemble infini est donc infini.
Tout ensemble contenant un ensemble dénombrable est infini.

## Définitions
Un ensemble E est dit infini (au sens usuel) si, pour aucun entier naturel n, il n'existe de bijection de { 0, 1, … , n – 1 } (les entiers naturels strictement inférieurs à n) dans cet ensemble E.

Dans la théorie de Zermelo (Z), l'axiome de l'infini permet de construire l'ensemble ℕ des entiers naturels, qui est alors un ensemble infini. Avec les seuls autres axiomes de ZFC, on ne peut montrer l'existence d'ensembles infinis.

Un ensemble est dit infini au sens de Dedekind s'il est équipotent à une de ses parties propres.
Un ensemble est infini au sens de Dedekind si et seulement s'il contient un ensemble dénombrable,,.

Dans la théorie Z, tout ensemble infini au sens de Dedekind est infini (au sens usuel). Dans ZF (sans axiome du choix), la réciproque n'est pas démontrable. Elle le devient si on ajoute l'axiome du choix (ZFC), et l'axiome du choix dénombrable suffit :
On peut montrer que l'équivalence entre « infini » et « infini au sens de Dedekind » est plus faible que l'axiome du choix dénombrable, au sens où, en supposant que la théorie ZF est cohérente, il existe un modèle de la théorie des ensembles ZF où tout ensemble infini est infini au sens de Dedekind, mais qui ne satisfait pas l'axiome du choix dénombrable.
Pour plus de détails, voir l'article Ensemble infini au sens de Dedekind (en).

## Arithmétique cardinale et axiome du choix
En présence de l'axiome du choix, l'arithmétique des cardinaux infinis se simplifie notablement. En particulier :
- la réunion disjointe de deux ensembles dont l'un est infini est équipotente à celui d'entre eux de plus grand cardinal, c'est-à-dire que, si {\displaystyle \lambda } et {\displaystyle \mu } sont deux cardinaux dont l'un est infini :

{\displaystyle \lambda +\mu ={\text{sup}}(\lambda ,\mu )} ;
- le produit cartésien de deux ensembles dont l'un est infini et l'autre non vide est équipotent à celui d'entre eux de plus grand cardinal, c'est-à-dire que, si λ et μ sont deux cardinaux dont l'un est non nul et l'autre infini :

λ • μ = sup(λ,μ) ;
en particulier tout ensemble infini est équipotent à son carré cartésien, c'est-à-dire que si λ est infini :
λ2 = λ.
Ce dernier résultat a pour conséquence les deux précédents par le théorème de Cantor-Bernstein. Il suffit de remarquer que, si λ ≥ μ, λ + μ (réunion disjointe) s'injecte dans λ•2, et λ • μ s'injecte dans λ • λ.
Pour le démontrer, on identifie le cardinal infini λ à un  ordinal initial infini. En effet tout ensemble, est bien ordonnable par l'axiome du choix, donc équipotent à un ordinal. Un ordinal initial est un ordinal qui ne s'injecte dans aucun ordinal strictement inférieur. On peut parler du plus petit cardinal d'une classe non vide de cardinaux, puisque la classe des cardinaux devient une sous-classe de celle des ordinaux.
Clairement {\displaystyle \lambda } s'injecte dans {\displaystyle \lambda ^{2}}. Supposons qu'il existe un cardinal infini {\displaystyle \lambda } tel que {\displaystyle \lambda \neq \lambda ^{2}}, et appelons dorénavant {\displaystyle \lambda } le plus petit d'entre eux. L'ordre {\displaystyle \leqslant _{2}} défini sur {\displaystyle \lambda \times \lambda } par
{\displaystyle (\alpha ,\beta )\leqslant _{2}(\alpha ',\beta ')} ssi {\displaystyle {\text{sup}}(\alpha ,\beta )<{\text{sup}}(\alpha ',\beta ')} ou {\displaystyle ({\text{sup}}(\alpha ,\beta )={\text{sup}}(\alpha ',\beta ')\wedge \alpha <\alpha ')} ou {\displaystyle ({\text{sup}}(\alpha ,\beta )={\text{sup}}(\alpha ',\beta ')\wedge \alpha =\alpha '\wedge \beta \leqslant B')}
est un bon ordre. 
Ce bon ordre est isomorphe par {\displaystyle f} à un ordinal γ, avec γ ≥ card(γ) > λ par hypothèse sur λ. Comme λ < γ, λ possède un antécédent (α,β) par la bijection f. Comme card(α) ≤ α < λ et card(β) ≤ β < λ, en posant δ = sup(α,β) on a δ <  λ, donc  card(δ) <  λ : cette dernière inégalité est bien une inégalité entre cardinaux, car λ est un ordinal initial. Par choix de l'ordre {\displaystyle \leqslant _{2}\{(\zeta ,\eta \mid (\zeta ,\eta )<_{2}(\alpha ,\beta )\}\subseteq (\alpha +1)\times (\beta +1)} donc {\displaystyle f^{-1}} restreinte à λ définit une injection de λ dans (δ+1)2. Comme  λ est infini, (δ+1)2 aussi, donc δ + 1 et donc δ également. Donc card(δ + 1) = card(δ). 
Comme card(δ) <  λ, card(δ) ≠ card(δ)2,  ce qui contredit la minimalité de λ. On a bien λ = λ2 pour tout cardinal infini λ. 
Il s'avère que l'équipotence de tout ensemble infini avec son carré cartésien est même équivalente à l'axiome du choix, comme l'a montré Alfred Tarski (voir Ordinal de Hartogs, paragraphe sur le produit cardinal).